# Interactive Data Language
IDL (ang.) Interactive Data Language – jest językiem programowania wykorzystywanym do analizy danych. Popularny w astronomii, naukach o Ziemi oraz diagnostyce obrazowej.
IDL pozwala użytkownikom przekształcać liczby w ich reprezentacje wizualne, które często są też dynamiczne.

## Wprowadzenie
IDL jest wektorowy, numeryczny i interaktywny. Jest z powodzeniem stosowany do interaktywnego przetwarzania dużych ilości danych przy cyfrowym przetwarzaniu obrazów. Składnia IDL zawiera wiele konstrukcji z Fortranu, a niektóre z C. IDL wywodzi się od wczesnych implementacji VAX/VMS/Fortran, co ujawnia poniższy przykład:
```
x = findgen(100)/10
y = sin(x)/x
plot,x,y

```

(Funkcja „findgen” w powyższym przykładzie zwraca jednowymiarową tablicę liczb zmiennoprzecinkowych, o wartości równej serii liczb całkowitych poczynając od 0)